# Cryptostemma alienum
Cryptostemma alienum är en insektsart som beskrevs av Herrich-schaeffer 1835. Cryptostemma alienum ingår i släktet Cryptostemma och familjen pysslingskinnbaggar. Inga underarter finns listade i Catalogue of Life.